# نیکلاس لاوستسن
نیکلاس لاوستسن (انگلیسی: Niklas Laustsen؛ زادهٔ ۳۰ اوت ۱۹۹۲) دوچرخه‌سوار اهل دانمارک است.